# Maials
Maials là một đô thị trong tỉnh Lleida, cộng đồng tự trị Cataluña Tây Ban Nha. Đô thị Maials có diện tích là 57,72 ki-lô-mét vuông, dân số năm 2009 là 1006 người với mật độ 17,43 người/km². Đô thị Maials có cự ly km so với tỉnh lỵ Lleida.